# 富蘭那·迦葉
富蘭那·迦葉（Purana Kassapa，？—？），又譯為棓刺拏、布刺拏、不蘭迦葉、不蘭那迦葉、補刺那迦葉、布賴那伽葉、布刺拏迦葉波、晡刺拏迦攝波子。約與釋迦牟尼同時代的思想家，在後世佛教傳說中，他是六師外道之一。

## 概述
富蘭那迦葉是一位道德虛無主義者，在佛教中對其觀點有兩種不同的記載：在一種記載中，人在世間的各種行為，都沒有功德，也沒有罪業；沒有善，也沒有惡，不管你是行善或是作惡，也都不會有福業或罪業之果報；在另一種記載中，在否定了世間法善惡之外，還強調了實行道德的善法並不導致可獲得解脫，並否定出世間的沙門果。
佛教因其主張否定了布施等行為有功德，而將其列為邪見之首惡並稱為「無作見」。另一類主張否定了世間法善惡業存在，主張無後世，乃至於一切法無所有的，稱為斷見或空見。
富蘭那迦葉稱活命派宗師末伽梨瞿舍羅為「極白勝生類」，又《雜阿含經·八一經》中記載富蘭那迦葉所持觀點為「無因無緣，眾生有垢，無因無緣，眾生清淨」，在《長部·沙門果經》和《根本說一切有部毘奈耶》中這是末伽梨瞿舍羅的觀點。故而他也有可能是活命派中一員。

## 無作論
《長部·沙門果經》記載的富蘭那迦葉所持觀點為為無作論，亦見於《長阿含經·沙門果經》：
|  | 我念一時至不蘭迦葉所，問言：如人乘象、馬車，習於兵法，乃至種種營生，現有果報，今此眾現在修道，現得果報不？彼不蘭迦葉報我言：王！若自作，若教人作，斫伐殘害，煮炙切割，惱亂眾生，愁憂啼哭，殺生偷盜，婬逸妄語，踰牆劫奪，放火焚燒，斷道為惡。大王！行如此事，非為惡也。大王！若以利劍，臠割一切眾生，以為肉聚，彌滿世間，此非為惡，亦無罪報；於恒水南，臠割眾生，亦無有惡報；於恒水北岸，為大施會，施一切眾，利人等利，亦無福報。 |

《雜阿含經·一六二經》只記載無作論而未有名號，迦多衍尼子《發智論》判定無作論為邪見，《大毘婆沙論》和《根本說一切有部毘奈耶》認定無作論是刪闍夜毗羅胝子的觀點。

## 虛無論和斷滅論
《根本說一切有部毘奈耶》記載富蘭那迦葉為虛無論者（無施與等）和斷滅論（死後斷壞無有）者：
|  | 爾時實力子，便往詣彼六師之所，白晡刺拏迦攝波曰：何者是仁所宗法理？於諸弟子以何教授？勤修梵行當獲何果？彼師告曰：太子！我之所宗，作如是見作如是說： 『無施，無受，亦無祠祀。無善惡行，無業因緣，無異熟果。無今世，無後世。無父，無母，亦無化生有情。於此世間，無阿羅漢，正趣正行此世他世，於現法中，得自覺悟，正證圓滿，皆悉了知，我生已盡，梵行已立，所作已辦，不受後有，此事皆無。 於此有命，名之為生，此身謝已，五大分離，更無生理，名之為死。地歸於地，水歸於水，火歸於火，風歸於風，諸根歸空。四人輿至焚燒之處，以火燒訖，但有殘骨，更無所知，愚、智同此。與者名施，取者名受，諸說有者，皆是虛妄。』 |

《大毘婆沙論》判定「無施與」等五類邪見入斷見品，「死後斷壞無有」等邊執見，亦斷見攝，其中「四大種士夫身，死後根隨空轉」之邊執見為常見攝，因為執我所是常住。《寂志果經》亦記載富蘭那迦葉為斷滅論。《長部·沙門果經》記載這是阿耆多翅舍欽婆羅的觀點。
除了「四大種所造為性，死後斷滅，畢竟無有」，佛教又將斷滅論的涵蓋範圍，擴展至「欲界至非想非非想處天」死後斷滅，畢竟無有。

## 提婆達多破僧因緣
《根本說一切有部毘奈耶破僧事》稱富蘭那·迦葉與提婆達多破僧有關。蓮華色比丘尼死後，提婆達多心中甚憂，以手支颊，退在一边，愁思而坐。富蘭那·迦葉以其教義，促成其離開佛教僧團。